# John Bonham
John (Henry) Bonham, angleški bobnar, * 31. maj 1948, Redditch, grofija Worcestershire, Anglija, † 25. september 1980, Windsor, Berkshire, Anglija.
Bonham velja za enega najbolj vplivnih bobnarjev v zgodovini rocka. Umrl je zaradi zastrupitve z alkoholom. 
Bil je bobnar legendarne hard rock skupine Led Zeppelin.